# 砂苋属
砂苋属（学名：Allmania）是苋科下的一个属，为草本植物。该属共有1—2种，分布于热带亚洲。

## 下属物种
本属包括以下物种：
- Allmania multiflora V.S.A.Kumar, V.Suresh, S.Arya & Iamonico, 2022[3]
- 砂苋 Allmania nodiflora (L.) R.Br.